# グントラム金満公
グントラム金満公（ラテン語: Guntramnus Dives, ドイツ語: Guntram der Reiche, フランス語: Gontran le Riche; 920年ごろ - 973年3月26日）もしくは領地持ちのグントラムは、ブライスガウの上アルザス伯。アルザス貴族のエティション家の一族であり、史料上で遡れる最古のハプスブルク家の祖であると考えられている。

## 生涯
エティション家はオーバーライン地方の両岸において強力な勢力を誇っていた貴族である。グントラムはその傍系のフーゴ3世の子であり、エバーハルト4世とフーゴ4世の弟であり、アルザスとブライスガウに領地を持っていた。その領域としては、一時期はヴォージュ山脈からカイザーシュトゥール、シュヴァルツヴァルトまで至っていた。
こうしたグントラムの所領の大部分はドイツ王によって与えられたものだった。しかし952年8月、グントラムはアウクスブルクで行われた帝国議会で「裏切りの罪」で起訴され、皇帝オットー1世に領土を取り上げられた。しかしグントラムはアルザス、ブライスガウ、アーレ川地方などを保持し、失った領土も孫たちによって多くが取り戻された。 その一人ラートボト、もしくはその子ヴェルナー1世がハプスブルク家の開祖とみなされている。
11世紀に編纂されたムーリ修道院（グントラムの孫ラートボト（クレットガウの伯ランツェリンの子）の時代に創建）の記録によれば、Guntramnus Dives（グントラム金満公）という人物がハプスブルク家の祖となっている。多くの歴史家はこれを認め、上述したグントラムと同一視しているが、グントラム及び初期のハプスブルク家については不明な点が多い。

## 家族
グントラムには息子ランツェリンがいた。その息子、すなわちグントラムの孫に、ハビヒツブルク城を築いたクレットガウ伯ラートボトがいる。